# Auguste Bouquet

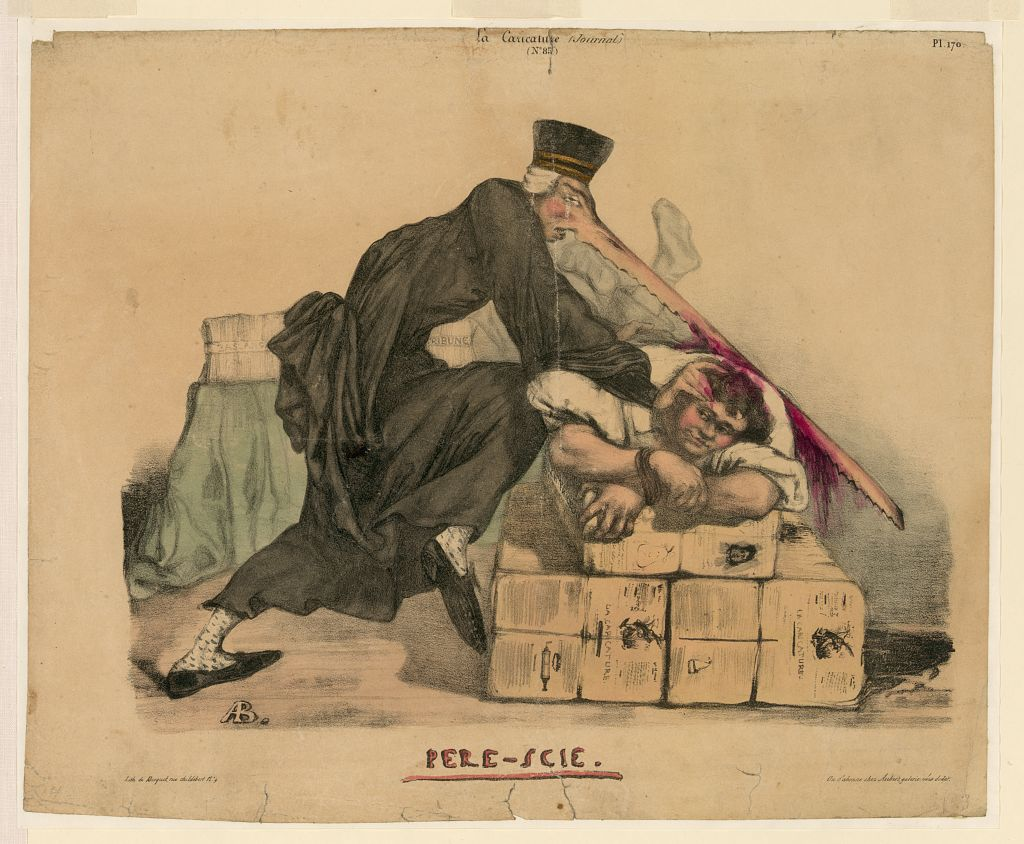
Karikatyr av Jean-Charles Persil.

Auguste Bouquet, född 13 september 1810 i Abbeville, Frankrike, död 21 december 1846 i Lucca, Italien, var en fransk konstnär och satiriker. Han studerade vid École des Beaux-Arts de Paris. Tidningar han medarbetade i var bland andra L'Artiste, La Caricature, Le Charivari och Le Triboulet.